# Полісся (Томашівський повіт)
Полісся (пол. Polesie) — неофіційна назва частини села Майдан Гірний у Польщі, в Люблінському воєводстві Томашівського повіту, ґміни Томашів.

## Історія
Первісним населенням Поліссі були русини, які компактно проживали на своїх історичних землях. 